# 이투루프섬
이투루프섬(러시아어: Итуруп, 아이누어: エトゥオロㇷ゚シㇼ / Этуворопшир, 일본어: 択捉島 에토로후토[*], 문화어: 이뚜루쁘섬)은 쿠릴 열도 남부에 위치해 있으며, 쿠릴 열도의 섬들 중 가장 큰 섬이다. 현재 러시아가 실효 지배하고 있으나, 일본이 영유권을 주장하고 있다.
섬의 면적은 3,139km2, 인구는 6,485명(2019년)이다. 섬의 중심 취락은 쿠릴스크(일본어: 紗那村 샤나촌[*])로, 인구는 1,607명(2018년)이다.

## 지리

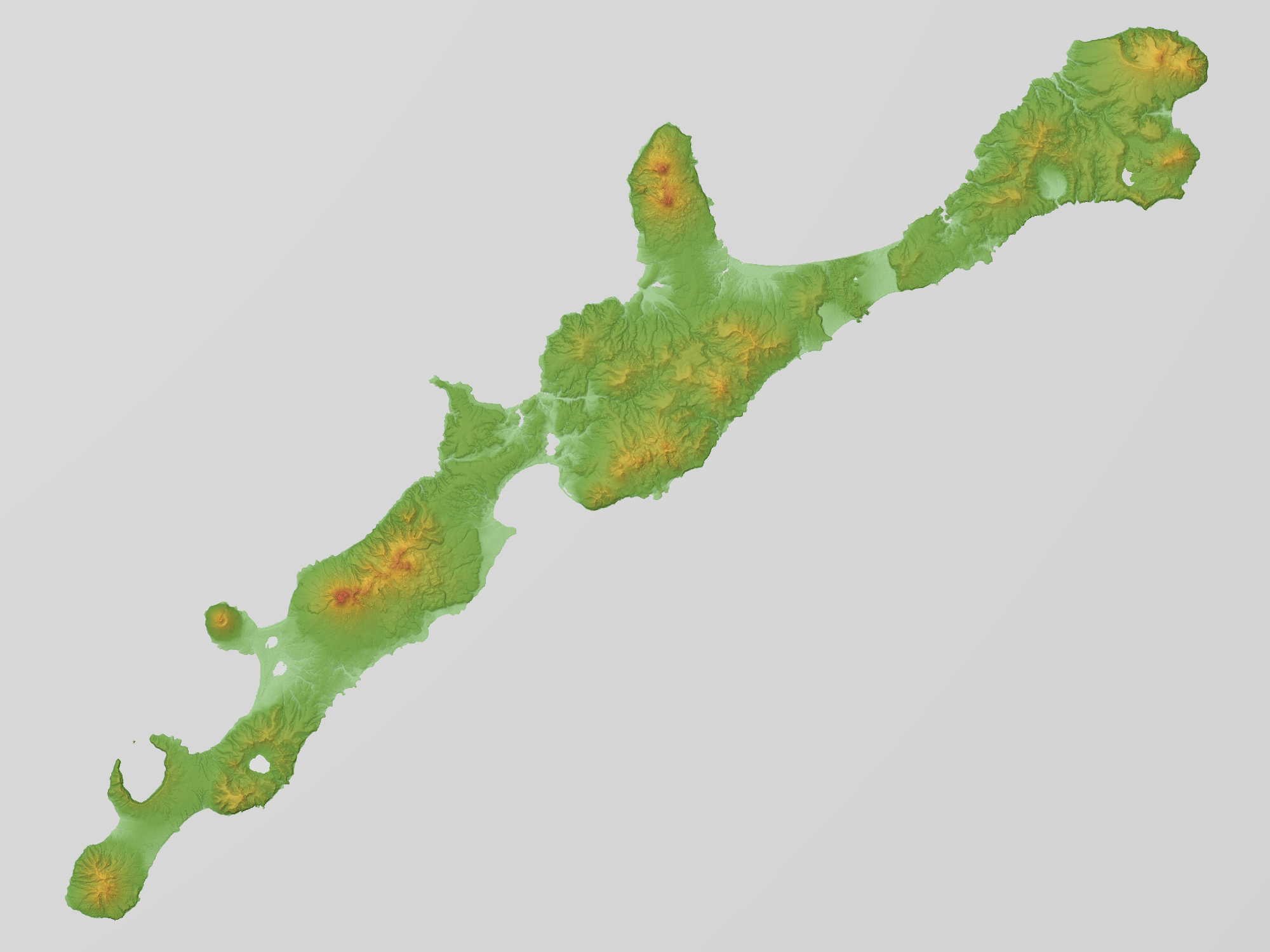
이투루프섬의 지형도

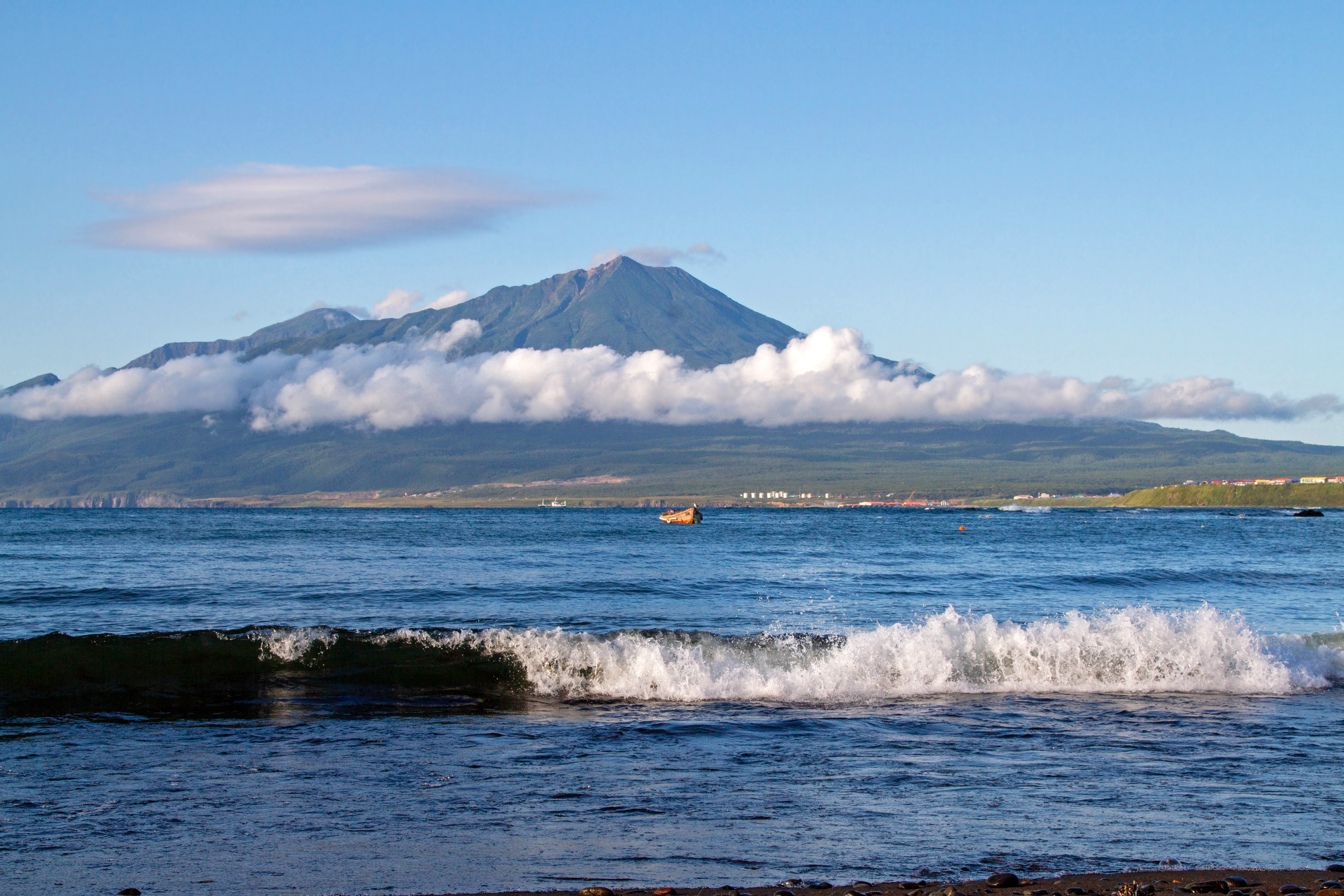
섬 제2의 고봉 보그단 흐멜니츠키산, 2019년

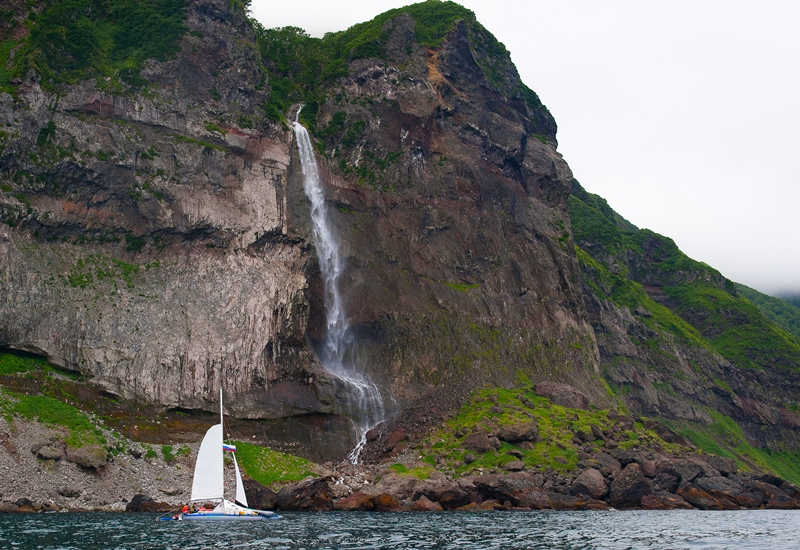
일리야 무로메츠 폭포

서남쪽에는 쿠나시르섬, 동북쪽에는 우루프섬이 있다. 북동쪽에서 남서쪽으로 뻗은 길쭉한 섬으로 폭은 약 20~30km인데 비해 길이는 약 214km이다. 북동단은 라키베추 곶(러시아어: Мыс Раккибецу, 일본어: ラッキベツ岬 랏키베츠곶[*]), 남서단은 베르타르베 곶이다. 섬 중부에는 카사트카 만(러시아어: Зал. Касатка 잘립 카사트카[*], 일본어: 単冠湾 히토캇푸만[*])이 있다.
평지는 적고 화산이 많다. 수십 개의 칼슘 알칼리 화산이 섬의 중심을 이루며, 가장 높은 산은 섬 중앙부의 보가티르산의 한 봉우리인 스토캅 산(1,634m, 러시아어: Стокап, 일본어: 西単冠山 니시히토캇푸야마[*])이다. 그 다음가는 고봉(高峰)은 섬 중북부에 바다로 돌출한 보그단 흐멜니츠키산(1,587m, 러시아어: Богдан Хмельницкий 일본어: 散布山 치릿푸야마[*]), 섬 북동단의 카무이산(1,323m, 러시아어: Камуй, 일본어: 神威岳 카무이다케[*]) 등이 있다.
섬의 해안은 높고 갑작스럽다. 식생은 대부분 가문비나무, 낙엽송, 소나무, 전나무 그리고 오리나무, 만경목, 쿠릴대나무 덤불과 함께 혼합된 낙엽성 숲으로 이루어져 있다. 산은 자작나무와 눈잣나무 관목, 초본 꽃(이투루프 딸기 등) 또는 맨바위로 덮여 있다. 이 섬에는 높이 141m에 달하는 '일리야 무로메츠'(러시아어: Илья Муромец)와 같은 높은 폭포도 있다. 에조불곰이 서식한다.
- 일본이 주장하는 국경선에 따르면, 섬나라 일본을 이루고 있는 네개의 본섬 혼슈·홋카이도·규슈·시코쿠를 제외하면 일본에서 가장 큰 섬이다. 현재 일본이 실효 지배하는 부속섬들 중 가장 큰 섬은 오키나와섬이며, 그 다음으로 큰 섬은 사도가섬이다.
  - 또한 북위 45도 33분 28초, 동경 148도 45분 14초에 위치한 이 섬 최북단의 코리츠키곶(러시아어: М. Корицкий, 일본어: カモイワッカ岬 카모이왓카곶[*])은 일본 최북단 지점이 된다.

### 기후
냉대 습윤 기후와 툰드라 기후와 같은 한랭한 기후가 나타난다.

## 역사

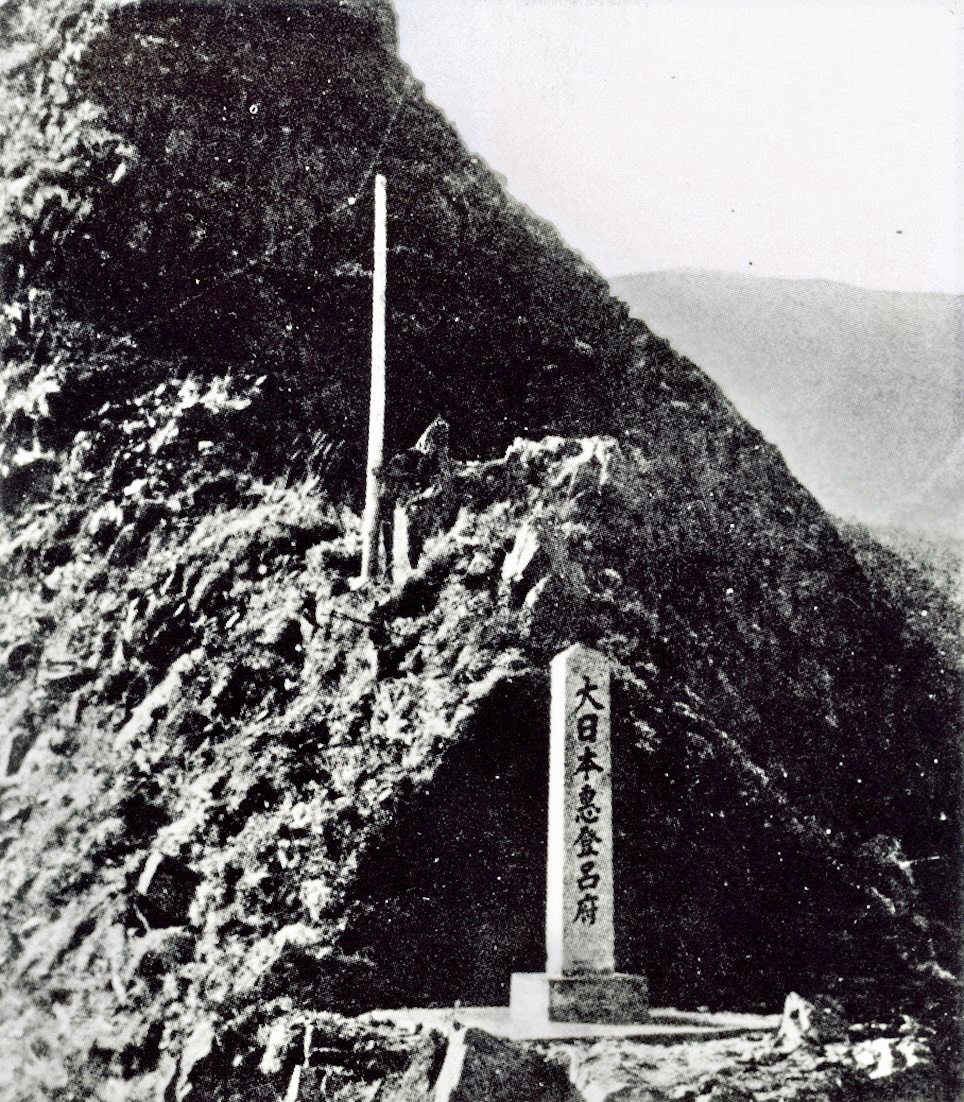
'대일본 에토로후' 기념비 (1930년)

원래는 선주민으로서 아이누족이 거주하고 있었다. 18세기에 러시아인들이 들어와 마을(현재의 쿠릴스크)을 건설했고, 18세기 후반에는 러시아에게 대항하기 위해 에도 막부의 곤도 주조는 “대일본 에토로후(大日本恵登呂府)”라 적힌 나무 기둥을 세우는 등 북방 개척에 힘썼으며, 에조치를 직할지로 삼은 후 다카다야 가헤에에게 항로를 열게 해 에토로후 항을 개항했다.
1855년에 러시아 제국과 일본은 러일 화친 조약을 맺어 이투루프섬과 우루프섬의 사이를 국경선으로 했다. 이에 1855년부터 1945년까지 90년간 이곳은 일본이 지배했다. 1941년 12월, 태평양 전쟁의 시작인 진주만 공격을 실시한 나구모 주이치(南雲忠一) 중장이 인솔하는 기동부대가 출격 직전 이 섬의 중앙부에 있는 히토캇푸 만에 최종 집결하기도 했다.
1945년 8월 1일 당시 이 섬은 서남부 루베쓰촌(留別村), 중동부 샤나촌(紗那村), 동부 시베토로촌(蘂取村)의 3개 촌으로 편제되어 있었다.
제2차 세계 대전 직후인 1945년 8월 28일에 소련이 점령하였으며, 주민들은 사할린섬으로 강제 이주되었다가 1948년 10월에 일본으로 송환되었다. 소련을 거쳐 현재는 러시아의 실효 지배하에 있는 섬이다.

## 같이 보기
- 쿠릴 열도 분쟁
- 사할린 한민족
- 네무로반도
- 노삿푸곶
- 하보마이촌
- 쿠나시르섬
- 시코탄섬
- 하보마이 군도
- 우루프섬
- 네무로 해협